# 佐藤正則
佐藤 正則（さとう まさのり、1979年1月15日 - ）は、東北放送（tbc）所属の気象予報士兼キャスター。
2002年入社。報道記者を2年間勤めた後、気象キャスターに。岩手県大船渡市出身。岩手県立大船渡高等学校、東北大学教育学部卒業。ニックネームは「まさくん」。大学2年時に気象予報士取得。第1回気象キャスターコンテスト（2005年）ではサイエンス賞を受賞。
写真が趣味で、「SENDAI光のページェント」や「みちのくYOSAKOIまつり」などの写真コンテストで入選も。